# アザレアチン
アザレアチン（azaleatin）は、有機化合物の一つ。フラボノイドの一種であるO-メチル化フラボノールである。1956年にリュウキュウツツジ (Rhododendron mucronatum) から初めて単離され、これまでに44のツツジ科ツツジ属 (Rhododendron) の種、ルリマツリ (Plumbago auriculata)、イソマツ科ルリマツリモドキ属の Ceratostigma willmottiana、ペカンに含まれていることが報告されている。また、クノニア科エウクリフィア属 (Eucryphia) 植物の葉からも発見されている。
化合物名はツツジの英名 azalea に由来する。

## 配糖体
アザレインはアザレアチンの3-O-α-L-ラムノシドである。